# Francesc III Ordelaffi
Francesc III Ordelaffi, conegut per Cecco III Ordelaffi (1349-1405) va succeir com a senyor de Forlì al seu germà Pino II Ordelaffi el 1402, quan aquest darrer va morir sobtadament. Ja estava associat al govern. Estava casat amb Caterina Gonzaga. Va governar tres anys i va morir el 1405. El poble va proclamar la república i es va restablir el govern comunal. Fill seu fou Antoni I Ordelaffi.